# کاکایی دودی

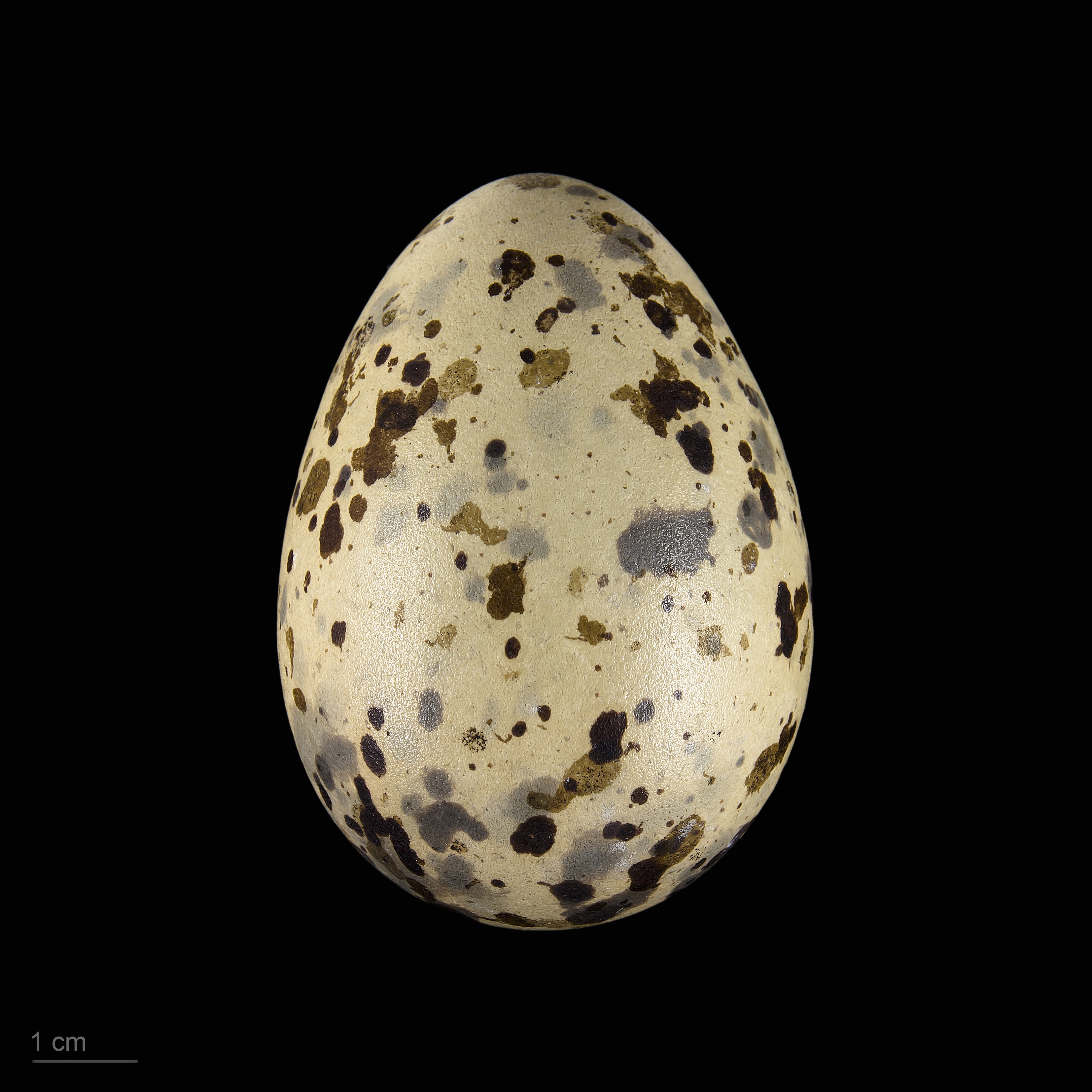
Ichthyaetus hemprichii

کاکایی دودی (نام علمی: Ichthyaetus hemprichii) نام یک گونه از تیره مرغ نوروزی است.